# Cihora mala
Cihora mala (žutenica, mala žutenica, žutinica, zvečka; lat. Chondrilla),  biljni rod iz porodice glavočika, dio podtribusa Chondrillinae. Postoji dvadesetak vrsta raširenih po Euroaziji i sjevernoj Africi. 
U Hrvatskoj raste žuta zvečka (C. juncea), jednogodišnja ili dvogodišnja biljka s jestivim mladim listovima i korijenom.
Cihora je naziv i za vrstu Cichorium endivia

## Vrste
1. Chondrilla ambigua Fisch. ex Kar. & Kir.
2. Chondrilla aspera Poir.
3. Chondrilla bosseana Iljin
4. Chondrilla brevirostris Fisch. & C.A.Mey.
5. Chondrilla canescens Kar. & Kir.
6. Chondrilla chondrilloides (Ard.) H.Karst.
7. Chondrilla evae Lack
8. Chondrilla graminea M.Bieb.
9. Chondrilla juncea L.
10. Chondrilla kusnezovii Iljin
11. Chondrilla laticoronata Leonova
12. Chondrilla latifolia M.Bieb.
13. Chondrilla lejospemna Kar. & Kir.
14. Chondrilla macra Iljin
15. Chondrilla macrocarpa Leonova
16. Chondrilla maracandica Bunge
17. Chondrilla mariae Podlech
18. Chondrilla mujunkumensis Iljin & Igolkin
19. Chondrilla ornata Iljin
20. Chondrilla pauciflora Ledeb.
21. Chondrilla phaeocephala Rupr.
22. Chondrilla piptocoma Fisch., C.A.Mey. & Avé-Lall.
23. Chondrilla ramosissima Sm.
24. Chondrilla rouillieri Kar. & Kir.
25. Chondrilla setulosa C.B.Clarke ex Hook.f.
26. Chondrilla spinosa Lamond & V.A.Matthews
27. Chondrilla tenuiramosa U.P.Pratov & Tagaev
28. Chondrilla urumoffii Degen
29. Chondrilla yossii Kitam.